# Thornton (Illinois)
Thornton és una població dels Estats Units a l'estat d'Illinois. Segons el cens del 2000 tenia 2.582 habitants.

## Demografia
Segons el cens del 2000, Thornton tenia 2.582 habitants, 1.008 habitatges, i 710 famílies. La densitat de població era de 427,9 habitants/km².
Dels 1.008 habitatges en un 27,6% hi vivien nens de menys de 18 anys, en un 57,6% hi vivien parelles casades, en un 9,7% dones solteres, i en un 29,5% no eren unitats familiars. En el 25,3% dels habitatges hi vivien persones soles el 12,2% de les quals corresponia a persones de 65 anys o més que vivien soles. El nombre mitjà de persones vivint en cada habitatge era de 2,56 i el nombre mitjà de persones que vivien en cada família era de 3,09.
Per edats la població es repartia de la següent manera: un 23% tenia menys de 18 anys, un 7,3% entre 18 i 24, un 28,2% entre 25 i 44, un 24,6% de 45 a 60 i un 16,9% 65 anys o més.
L'edat mediana era de 40 anys. Per cada 100 dones de 18 o més anys hi havia 88,5 homes.
La renda mediana per habitatge era de 46.778 $ i la renda mediana per família de 55.104 $. Els homes tenien una renda mediana de 45.577 $ mentre que les dones 30.417 $. La renda per capita de la població era de 22.899 $. Aproximadament el 2,2% de les famílies i el 2,9% de la població estaven per davall del llindar de pobresa.

## Poblacions properes
El següent diagrama mostra les poblacions més properes.